# Sofia Papadopoulou
Sofia Papadopoulou (grekiska: Σοφία Παπαδοπούλου), född 19 november 1983 i Aten i Grekland, är en grekisk seglare. Hon tog en olympisk bronsmedalj i Yngling tillsammans med Virginia Kravarioti och Sofia Bekatorou vid olympiska sommarspelen 2008.